# ひまわり2号
ひまわり2号（ひまわり2ごう、GMS-2：Geostationary Meteorogical Satellite-2）は、宇宙開発事業団 (NASDA) が打ち上げた静止気象衛星である。開発・製造は日本電気が担当した。

## 打ち上げ
昭和56年（1981年）8月11日にN-IIロケット2号機で種子島宇宙センターから打ち上げられた。なお同日、警戒区域への船舶・航空機の立ち入りを防ぐため、夜間の警戒飛行を行っていた西日本空輸のヘリコプターが海上に墜落、6名が死亡する事故が発生した。

## 目的
宇宙からの気象観測及び世界気象機関による世界気象監視計画の一翼を担う。

## 特徴
1981年12月24日より運用を開始。基本性能は、ひまわり1号(GMS-1)と大きな違いはないが、国産部品を搭載した事と、国内のロケットで打ち上げたことが違いとしてあげられる。外観的には、GMS-1で使用していたVHFアンテナをGMS-2からはUSBオムニアンテナに変更した点が異なる（以後GMS-5まで同じデザインになった）。
GMS-2は、打ち上げから2年経過しない1983年には、既にスキャン系の機械トラブルを抱えていた。故障が深刻化しスキャンエラーが頻発するようになった。観測回数を減らすなどの対策を講じたが芳しくなく、1984年1月から、ひまわり1号(GMS-1)による観測に変更した。1984年6月に入った頃から、GMS-1そのものが設計寿命を超えて運用を続けていたこともあり、スキャンエラーが発生、6月27日からスキャン範囲を縮小して観測を続けた。しかし、6月29日18UTCの定時観測中に北緯39度付近を最後にスキャンした後、エラーが発生しスキャンデータがこなくなった。気象庁と宇宙開発事業団（当時）は、GMS-1による観測を断念し、GMS-2による観測を再開。6時間/日などと回数を減らしたほか、安定しない運用が続くため変則的な運用も行った。この運用はGMS-3が運用を開始する1984年8月27日まで続いた。
その後、軌道待機状態になり、1987年11月20日に運用停止された。

## 軌道
静止衛星軌道/静止位置 東経140度